# Аргирий Епаномски
Аргирий (на гръцки: Άγιος Αργύριος ο Επανομίτης) е източноправославен светец, новомъченик.

## Биография
Аргирий е роден в солунската паланка Епаноми, тогава в Османската империя, днес Гърция, в семейството на Астериос и Василики Доюдис (Ντογιούδης). Като млад Аргирий заминава за Солун и работи като калфа в шивашко ателие. Християнин от Сухо попада в солунския затвор и заплашен от обесване, решава да приеме исляма. Освободен, той се среща с Аргирий в едно кафене в Тахтакала. Аргирий започва да го укорява, затова че е приел исляма и го увещава отново да се върне към православната вяра. Това кара няколко еничари да го пребият от бой и да го заплашат, че ще го убият, ако и той не приеме исляма. Аргирий отказва и е отведен пред кадия, който също се опитва със заплахи и обещания за подаръци и служба да го накара да приеме исляма. Аргирий отново отказва. Кадията се опитва да го освободи, но разярените турци го принуждават да издаде присъда обесване и на 11 май 1806 година, петък на централния площад на града Капани Аргирий е обесен.
Аргирий е обявен за светец и е защитник на родния си град. Черепът му се пази в манастира „Свети Мина“ в Атика.